# Inova TV
Inova TV é uma emissora de televisão brasileira sediada em Manaus, capital do estado do Amazonas. Opera no canal 18 (47 UHF digital) e é afiliada à RedeTV!.

## História
Em 23 de setembro de 2017, a emissora em Manaus inaugura o sinal digital com a transmissão do Campeonato Amazonense de Futebol Feminino, direto da Arena da Amazônia. A transmissão também pôde ser acompanhada pelo canal A Crítica+ e pelo aplicativo A Crítica Play para todo o país. A emissora também transmitiu entre os dias 1 e 3 de novembro, direto da arena do Parque do Ingá, o 21º Festival de Cirandas de Manacapuru.
Em 12 de fevereiro de 2018, a RedeTV! Manaus passou a se chamar Inova TV. A emissora estreou a nova marca juntamente com a cobertura do Boi Manaus 2018, ocorrida no mesmo dia, e do Galo de Manaus, realizada em 13 de fevereiro. A festa de lançamento da nova marca, no entanto, ocorreu apenas em 2 de março.

## Sinal digital
Transição para o sinal digital
Com base no decreto federal de transição das emissoras de TV brasileiras do sinal analógico para o digital, a Inova TV, bem como as outras emissoras de Manaus, cessou suas transmissões pelo canal 18 UHF em 30 de maio de 2018, seguindo o cronograma oficial da ANATEL.